# Episteme hoenei
Episteme hoenei là một loài bướm đêm trong họ Noctuidae.